# Aéroport international de Dutse
L'aéroport international de Dutse (code IATA : - • code OACI : DNDS) est un aéroport international desservant Dutse, au Nord du Nigeria. 
Il a été inauguré en 2014 par le président Goodluck Jonathan,, et n'a pas encore d'indicatif AITA.

## Situation
| Uyo Katsina Owerri Asaba Kaduna Maiduguri Port · Harcourt Int. P. Harcourt · Ville Kano Lagos Abuja Sokoto Enugu Akure Bauchi Benin Dutse Ibadan Ilorin Jalingo Makurdi Calabar Warri Jos Yola |

## Compagnies et destinations
| Compagnies       | Destinations     |
| ---------------- | ---------------- |
| Overland Airways | Abuja-N. Azikiwe |

Edité le 9/11/2023